# Liste der Monuments historiques in Ottmarsheim
Die Liste der Monuments historiques in Ottmarsheim führt die Monuments historiques in der französischen Gemeinde Ottmarsheim auf.

## Liste der Bauwerke
| Bezeichnung               | Beschreibung                                                                                                   | Standort                           | Kennzeichnung | Schutzstatus | Datum | Bild           |
| ------------------------- | --- | ---------------------------------- | ------------- | ------------ | ----- | -------------- |
| Kapelle Ste-Anne          | Kapelle des ehemaligen Benediktinerinnenklosters Ottmarsheim; 1867 erbaut, ab 1930 von Notker Becker ausgemalt | 1 ru du Couvent (Lage)             | PA68000065    | Inscrit      | 2015  | weitere Bilder |
| Kirche Sts-Pierre-et-Paul | ehemalige Abteikirche des Klosters Ottmarsheim; um 1025 erbaut                                                 | Rue de l’Église (Lage)             | PA00085580    | Classé       | 1841  | weitere Bilder |
| Wohnhaus                  | Wohnhaus eines Bauernhofs, Fachwerk, 17. Jahrhundert                                                           | 53 rue du Général de Gaulle (Lage) | PA00085581    | Inscrit      | 1977  | weitere Bilder |

## Liste der Objekte
| Bezeichnung                              | Beschreibung                                                                          | Standort                                | Kennzeichnung | Schutzstatus   | Datum | Bild           |
| ---------------------------------------- | ------------------------------------------------------------------------------------- | --------------------------------------- | ------------- | -------------- | ----- | -------------- |
| Orgel                                    | Ensemble aus PM68000284 und PM68000625                                                | in der Kirche Sts-Pierre-et-Paul (Lage) | PM68000920    | Classé         | 1977  | weitere Bilder |
| Orgelprospekt und Emporenbrüstung        | 1726 von Joseph Waltrin für das Kloster Lützel gebaut, 1793 nach Ottmarsheim verkauft | in der Kirche Sts-Pierre-et-Paul (Lage) | PM68000284    | Classé         | 1977  | weitere Bilder |
| Instrumentalteil der Orgel               | 1726 von Joseph Waltrin für das Kloster Lützel gebaut, 1793 nach Ottmarsheim verkauft | in der Kirche Sts-Pierre-et-Paul (Lage) | PM68000625    | Classé         | 1977  |                |
| Skulptur Madonna mit Kind (2)            | Holz, um 1730                                                                         | in der Kirche Sts-Pierre-et-Paul (Lage) | PM68000278    | Classé         | 1975  |                |
| Kelch                                    | Kupfer und Silber, vergoldet, Ende des 18. Jahrhunderts                               | in der Kirche Sts-Pierre-et-Paul (Lage) | PM68000278    | Classé Inscrit | 1975  |                |
| Skulptur Madonna mit Kind (1)            | Prozessionsfigur; Holz, farbig gefasst und vergoldet, Mitte des 18. Jahrhunderts      | in der Kirche Sts-Pierre-et-Paul (Lage) | PM68001431    | Inscrit        | 2002  |                |
| Monstranz                                | Kupfer und Silber, vergoldet, Halbedelsteine, 1717                                    | in der Kirche Sts-Pierre-et-Paul (Lage) | PM68000282    | Classé         | 1975  |                |
| Kreuzreliquiar                           | Kupfer und Silber, vergoldet, 1768                                                    | in der Kirche Sts-Pierre-et-Paul (Lage) | PM68000283    | Classé         | 1975  |                |
| Prozessionskreuz                         | Silber, Kupfer und Holz, 14. Jahrhundert/1. Hälfte 15. Jahrhundert                    | in der Kirche Sts-Pierre-et-Paul (Lage) | PM68000281    | Classé         | 1975  |                |
| Skulptur Heiliger Quirinius              | Holz, farbig gefasst, versilbert und vergoldet, Anfang des 18. Jahrhunderts           | in der Kirche Sts-Pierre-et-Paul (Lage) | PM68000828    | Classé         | 2004  |                |
| Kelch von Maria Jacobea von Flachslanden | Silber und Kupfer, vergoldet, um 1700                                                 | in der Kirche Sts-Pierre-et-Paul (Lage) | PM68000279    | Classé         | 1975  |                |